# Plac Niezależnego Zrzeszenia Studentów w Białymstoku
 Plac Niezależnego Zrzeszenia Studentów (w czasach PRL Plac Adama Próchnika, do 25 maja 2017 roku Plac Uniwersytecki) – jeden z reprezentacyjnych placów, znajdujący się w centrum Białegostoku. Obecna nazwa nadana została Uchwałą Rady Miasta z 24 kwietnia 2017.

## Układ
Plac położony jest w miejscu przecięcia ulic: Suraskiej, Marii Skłodowskiej-Curie, Józefa Marjańskiego, Konstantego Kalinowskiego oraz Władysława Liniarskiego. Plac otacza jezdnia tworząc zespół pięciu skrzyżowań.

## Otoczenie
Do placu Niezależnego Zrzeszenia Studentów przylega park Centralny z pomnikiem Bohaterów Ziemi Białostockiej. 

## Komunikacja miejska
Na placu Niezależnego Zrzeszenia Studentów są umiejscowione przystanki autobusowe komunikacji miejskiej.